# Agave aktites
Agave aktites är en sparrisväxtart som beskrevs av Howard Scott Gentry. Agave aktites ingår i släktet Agave och familjen sparrisväxter. Inga underarter finns listade i Catalogue of Life.